# Projet Asphaltage
En 2019, le gouvernement du Bénin a lancé le projet Asphaltage (encore connu sous l'appellation de projet d'aménagement et de réhabilitation de 660 kilomètres de voiries urbaines primaires, secondaires et tertiaires) dans le but de moderniser les infrastructures urbaines, en se concentrant sur la réhabilitation et l'aménagement des routes dans neuf villes du pays: Abomey, Abomey-Calavi, Bohicon, Cotonou, Lokossa, Natitingou, Parakou, Porto-Novo et Sèmè-Podji.

## Objectif
Dans l'ensemble, l'objectif global est de stimuler le développement urbain au niveau local et d'avoir des impacts positifs sur les relations entre les villes. Plus spécifiquement, les objectifs sont les suivants:
- Améliorer les conditions de circulation et faciliter l'accès des ménages aux équipements;
- Rénover les zones d'habitat et d'activités principales;
- Réduire les niveaux de pollution et les nuisances;
- Stimuler les économies locales.

## But
Ce projet vise à transformer l'apparence de ces villes béninoises en améliorant la voirie. Les travaux d'asphaltage des voies incluent également l'installation de lampadaires solaires, de panneaux de signalisation de sécurité routière et la création d'espaces verts. De plus, ils englobent la réparation des clôtures des écoles, des établissements et des centres publics situés le long des routes à réhabiliter. Dans le même ordre d'idées, des infrastructures d'assainissement pluvial seront construites pour atténuer les effets des inondations cycliques qui touchent les régions concernées. Le Ministère du Cadre de Vie et du Développement Durable supervise le projet, dont le coût total est estimé à plus de 900 milliards de francs CFA,,,,,,,.

## Phase 1
En commençant en 2018, la phase initiale du projet "Asphaltage" a permis d'aménager un tronçon de voies d'une longueur totale de 195 kilomètres. Cette étape comprend la construction de routes en asphalte et en pavés, l'installation de caniveaux, de lampadaires solaires et de panneaux de signalisation routière, ainsi que l'aménagement d'espaces verts. De plus, les clôtures des écoles, établissements et centres publics situés le long des routes à réhabiliter ont été rénovées. Les régions concernées par cette première phase comprennent Cotonou, Abomey-Calavi, Porto-Novo, Parakou, Abomey, Bohicon, Lokossa, Sèmè-Podji et Natitingou. Cette première étape du projet a nécessité un financement d'environ 22 milliards de Francs CFA,,,,,,.

## Phase 2
La deuxième phase du projet Asphaltage va être réalisée en deux étapes distinctes. La première étape de la phase 2, appelée B-1, va consister à asphalter 93,989 kilomètres de voies à Cotonou, Porto-Novo, Abomey-Calavi et Parakou. Les travaux sont estimés à un coût prévisionnel de 152,4 milliards de FCFA. Cette phase sera divisée en cinq (05) lots : lot 1B (Cotonou), lot 2B (Cotonou), lot 7B (Parakou), lot 10B1 (Abomey-Calavi) et lot 15B (Porto-Novo). La phase B-2 (étape 2) va couvrir les villes de Cotonou, Abomey-Calavi, Kandi et Djougou. Elle va consister à réaliser 78,20 kilomètres de voies pour un coût prévisionnel de 141 milliards de FCFA. Les travaux de cette phase sont également répartis en cinq (05) lots: lot 3B (Cotonou), lot 4B (Cotonou), lot 10B2 (Abomey-Calavi), lot 8B (Kandi) et lot 11B (Djougou),,,,,,,.